# Maryam Madjidi
Œuvres principales
Marx et la Poupée
Maryam Madjidi, née le 9 août 1980 à Téhéran, est une écrivaine française d'origine iranienne.

## Biographie
Originaire d'Iran, la famille de Maryam Madjidi quitte le pays en 1986 et s'installe en France, à Paris puis à Drancy. La jeune femme entreprend des études de lettres à la Sorbonne et rédige un mémoire de maîtrise en littérature comparée qui porte sur deux auteurs iraniens : le poète Omar Khayyâm et le romancier Sadegh Hedayat.
Elle enseigne ensuite les lettres et la langue française à des collégiens et lycéens,, ainsi que le  français langue étrangère (FLE) en Chine et en Turquie avant de revenir vivre en France.
Dès son retour à Paris, elle intervient à la maison d'arrêt de Nanterre pour y enseigner le français aux détenus. Depuis février 2016, elle travaille en tant qu'enseignante de FLE pour la Croix-Rouge française auprès des mineurs non accompagnés.
Son premier roman, Marx et la Poupée, paraît en janvier 2017 aux éditions Le Nouvel Attila. De sa naissance à ses premières années d'exil en France, elle y évoque la révolution iranienne, l'abandon du pays et l'éloignement de sa famille. En mai 2017, l'ouvrage est récompensé par le prix Goncourt du premier roman,, puis du prix du roman Ouest-France Étonnants Voyageurs en juin de la même année, ainsi que du prix Soroptimist de la romancière francophone 2018. Le roman a été traduit en 12 langues.
En août 2021 parait son deuxième roman Pour que je m'aime encore aux éditions Le Nouvel Attila,. Elle y raconte son adolescence en banlieue parisienne, à Drancy. Elle dévoile son quotidien comme si elle vivait une épopée tragi-comique : le combat avec son corps, sa famille, son école, ses amis… et ses rêves d’ascension sociale, pour atteindre l’excellence de l’autre côté du « périph ». Riche de ses désirs comme de ses failles, rendue forte par le piège douloureux de l’intégration puis de l’initiation, elle offre une vision singulièrement drôle, attachante et charnelle d’une cité chargée d’histoires.
De janvier 2023 à février 2024, Maryam Madjidi a été chroniqueuse pour l'hebdomadaire L'Humanité Magazine.

### Engagement politique
Maryam Madjidi est numéro 8 de la liste du Parti communiste français menée par Ian Brossat pour les élections européennes de mai 2019. N’étant pas adhérente au PCF, elle se présente à ces élections sous l'étiquette société civile.

## Publications
- Marx et la Poupée, Le Nouvel Attila, coll. « Incipit », 208 p., 2017  (ISBN 978-2371000438)[14]
- Pour que je m'aime encore, Le Nouvel Attila, coll. « Incipit », 206 p., 2021  (ISBN 978-2371001107)

### Littérature jeunesse
- Je m’appelle Maryam, L'École des loisirs, coll. « Mouche », 47 p., 2019  (ISBN 9782211303668)
- Mon amie Zahra, L'École des loisirs, coll. « Mouche », 46 p., 2021  (ISBN 978-2211312349)